# Gymnura natalensis
La raya mariposa de remanso, raya mariposa, raya diamante o raya de cola corta (Gymnura natalensis) es una especie de pez condrictio de la familia Gymnuridae. Se encuentra frente a las costas de Mozambique, Namibia, Sudáfrica, y posiblemente Kenia y Tanzania. Sus hábitats naturales son mares abiertos, mares poco profundos, aguas estuarinas y lagunas salinas costeras. Está amenazado por la pérdida de hábitat, aunque se consideró común entre los años 1940 y 1960.

## Biología
Habita en playas arenosas, estuarios fangosos y bancos marinos. Se encuentra solo o en grandes grupos. Se alimenta de una variedad de peces, cangrejos y gusanos poliquetos. Son ovovivíparos. Tiene la capacidad de cambiar marcas y colores para mezclarse con el entorno. Capturado por arrastreros de altura. Capturado por pescadores de costa, es apreciado por su fuerte lucha cuando se engancha, a menudo liberado.